# Кекс-лягушка

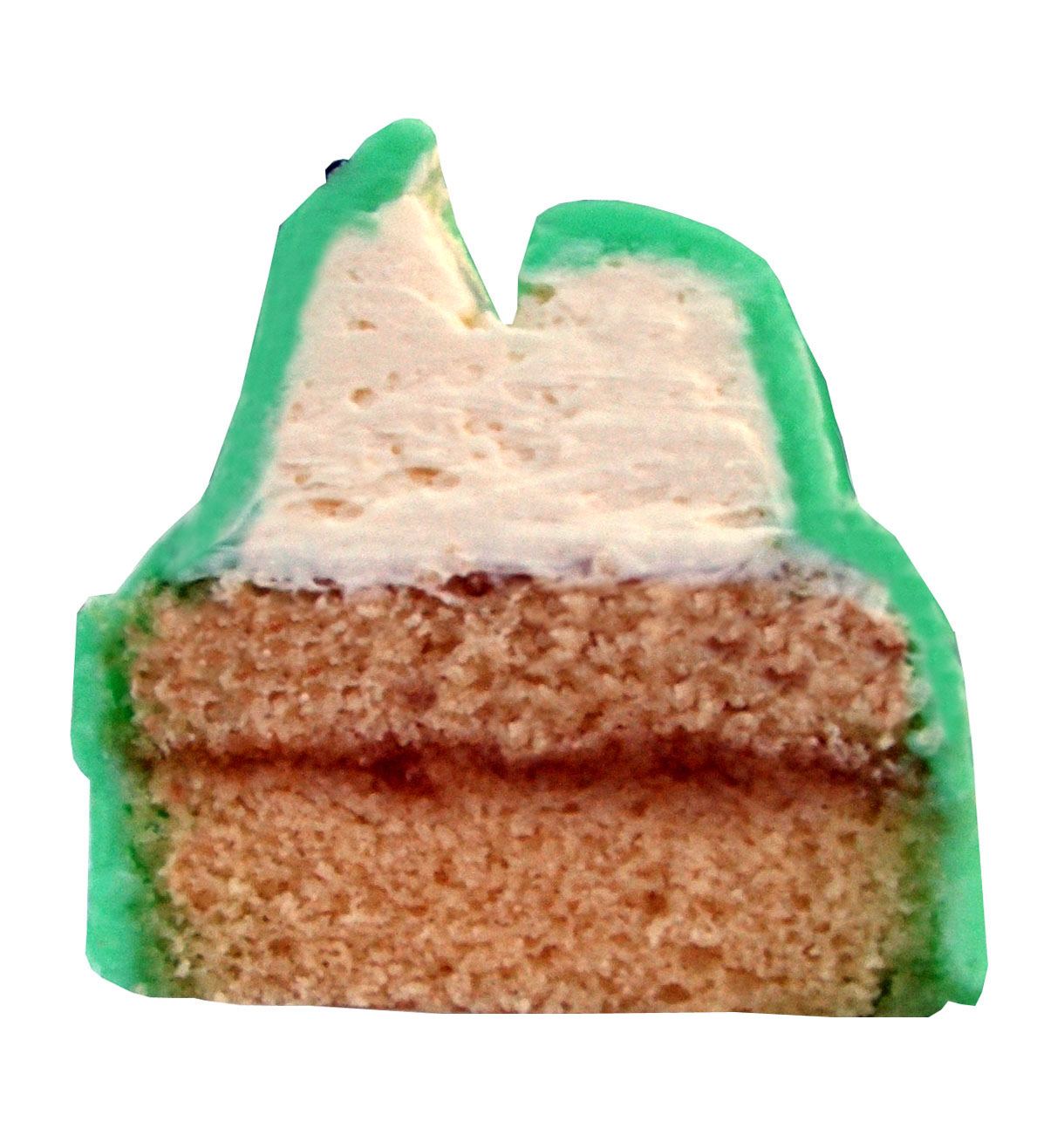
«Лягушка» в разрезе

Кекс-лягушка (англ. frog cake) — десерт в форме головы лягушки, который готовится из бисквита с кремом и покрывается помадкой. Впервые в Австралии кекс-лягушка был приготовлен пекарней «Balfours» в 1922 году и вскоре стал популярным угощением в Южной Австралии. Сначала кекс-лягушки были только зелёными, однако вскоре появились кексы коричневого и розовых цветов, а впоследствии и множества других оттенков.

## История
В начале 1920-х годов Гордон Бальфур (племянник Джона Бальфура, основателя пекарен Balfours) приехал во Францию, где увидел кекс-лягушки среди европейских кондитерских изделий. Balfours начал печь кекс-лягушки в 1922 году после возвращения Гордона в Аделаиду. Это пирожное стало фирменным изделием Balfours, и традиционно продавалось в Южной Австралии., хотя они в настоящее время продаются также в Виктории, Квинсленде и других штатах. Существует множество вариантов этого кекса, появились также новые фигурки, например, снеговик на Рождество и цыплёнок к пасхе. Есть вариант кекса-лягушки, декорированного в цвета футбольного клуба Аделаиды.